# Testament Polski Walczącej
Testament Polski Walczącej – odezwa programowa do narodu polskiego, jaką opublikowała 1 lipca 1945 roku Rada Jedności Narodowej w związku z bezprawnym przejmowaniem władzy w Polsce przez zawiązane pod patronatem ZSRR władze komunistyczne. Autorem tekstu był ostatni Delegat Rządu na Kraj, poeta Jerzy Braun.
Bezpośrednią przyczyną odezwy było powołanie przez komunistów 28 czerwca 1945 Tymczasowego Rządu Jedności Narodowej.
W efekcie 1 lipca 1945 RJN rozwiązała się w Krakowie i wydała Manifest do Narodu Polskiego i Narodów Zjednoczonych, w którego ostatniej części sformułowała właśnie Testament Polski Walczącej.
Testament Polski Walczącej zawierał 12 postulatów:
1. Opuszczenie terytorium Polski przez wojska sowieckie oraz przez rosyjską policję polityczną.
2. Zaprzestanie prześladowań politycznych, którego dowodem będzie:
  1. zwolnienie skazanych i uwięzionych w procesie moskiewskim,
  2. amnestia dla więźniów politycznych oraz dla wszystkich żołnierzy AK i dla tak zw. „oddziałów leśnych”,
  3. powrót Polaków wywiezionych w głąb Rosji i likwidacja obozów koncentracyjnych, przypominających smutnej pamięci metody totalizmu niemieckiego,
  4. zniesienie systemu politycznego, znajdującego wyraz w istnieniu tak zw. Min. Bezpieczeństwa.
3. Zjednoczenie i uniezależnienie Armii Polskiej przez:
  1. spolszczenie korpusu oficerskiego w armii gen. Rola-Żymierskiego,
  2. honorowy powrót z bronią wojsk polskich z zagranicy,
  3. połączenie w jedną całość i na równych prawach armii z zagranicy oraz b. Armii Krajowej z armią gen. Żymierskiego.
4. Zaprzestanie dewastacji gospodarczej kraju przez władze okupacyjne.
5. Dopuszczenie wszystkich polskich stronnictw demokratycznych do udziału w wyborach pięcioprzymiotnikowych.
6. Zapewnienie niezależności polskiej polityki zagranicznej.
7. Stworzenie pełnego samorządu terytorialnego, społeczno- gospodarczego i kulturalno-oświatowego.
8. Uspołecznienie własności wielkokapitalistycznej i zorganizowanie sprawiedliwego podziału dochodu społecznego.
9. Zapewnienie masom pracujących współkierownictwa i kontroli nad całą gospodarką narodową oraz warunków materialnych zabezpieczających byt rodzinie i osobisty rozwój kulturalny.
10. Swoboda walki dla klasy robotniczej o jej prawa w ramach nieskrępowanego ruchu zawodowego.
11. Sprawiedliwe przeprowadzenie reformy rolnej i kontrola narodu nad akcją osiedleńczą na odzyskanych Ziemiach Zachodnich i w Prusach Wschodnich.
12. Oparcie powszechnego, demokratycznego nauczania i wychowania na zasadach moralnych i duchowych dorobku cywilizacji zachodniej i naszego kraju.|  | Zobacz w Wikiźródłach tekst Testament Polski Walczącej |